# Артур Саймонс
Артур Саймонс, також Сімонс (англ. Arthur William Symons; 28 лютого 1865, Мілфорд Хейвен, Пембрукшир, Уельс - 22 січня 1945, Віттершем, Кент
) — англійський поет-символіст, видавець, ессеїст.

## Життєпис
Син священика, сім'я часто змінювала місце проживання. Здобув домашню освіту, проводячи багато часу в Італії та Франції. Дебютував у пресі в 1882. Зустрічався з У. Пейтером, Х. Еллісом, у Парижі познайомився з Верленом, Малларме, Гюїсмансом, Іветтою Гільбер. Входив до редакції журналу Атенеум (з 1891 ) та лондонського тижневика Saturday Review, друкував вірші та есе у декадентському щокварталу Жовта книга. Організував лекційний тур Верлена в Англії (1893), відвідував Оскара Уайльда у в'язниці (1895).
Він був частим і бажаним гостем у будинку архітектора Робінсона (дочки якого Агнес Мері Френсіс та Френсіс Мейбл Робінсон також були письменницями), що стали центральним місцем для зустрічей художників і письменників руху прерафаелітів, таких як: Вільям Майкл Россетті, Вільям Морріс, Вільям Холман Хант, Едвард Берн-Джонс Джеймс Уістлер, Форд Медокс Браун і Матильда Блінд.
У 1895-1896 разом з Обрі Бердслеєм і Леонардом Смізерсом видавав журнал Савой, де публікувалися У. Б. Йейтс , Джозеф Конрад, Дж. Би. Шоу. Був членом Клубу римачів, заснованого Йейтсом. Велике значення мала його книга нарисів нової французької словесності Символістський рух у літературі (1899), багаторазово перевидана і що впливала на Йейтса (якому вона була присвячена), Т. С. Еліота, Джойса. Перекладав Д'Аннунціо, Верхарна.
У 1909, мандруючи Італією, пережив у Болоньї важкий психічний зрив, після якого писав вже мало.
У 1930 з'явилася його автобіографічна Сповідь, де письменник розповів про свою хворобу та її лікування. Помер від пневмонії.

## Твори

### Вірші
- Дні та ночі / Days and Nights ( 1889 )
- Silhouettes ( 1892 )
- London Nights ( 1895 )
- Amoris victima ( 1897 )
- Images of Good and Evil ( 1899 )
- Poems in 2 volumes ( 1901 - 1902 )
- Lyrics ( 1903 )
- A Book of Twenty Songs ( 1905 )
- The Fool of the World and other Poems ( 1906 )
- Knave of Hearts ( 1913 )
- Lesbia and other poems ( 1920 )
- Love's Cruelty ( 1923 )
- Jezebel Mort, та інші поеми ( 1931 )

### Есе
- Введення в дослідження Браунінгу / An Introduction to the study of Browning ( 1886 )
- Studies in Two Literatures ( 1897 )
- Aubrey Beardsley: An Essay with a Preface ( 1898 )
- The Symbolist Movement in Literature ( 1899 ; 1919 ; яп. пров. 1978)
- Dante Gabriel Rossetti (Paris, 1900 )
- William Blake (1900)
- Cities ( 1903 )
- Plays, Acting and Music (1903)
- Studies in Prose and Verse ( 1904 )
- Studies in Seven Arts ( 1906 )
- Cities of Italy ( 1907 )
- London ( 1909 )
- The Romantic Movement in English Poetry ( 1909 )
- Figures of Several Centuries ( 1916 )
- City and Sea-Coasts and Islands ( 1918 )
- Colour studies in Paris (1918)
- Studies in the Elizabethan Drama ( 1919 )
- Charles Baudelaire : A Study ( 1920 )
- Dramatis Personae ( 1923 ; 1925 )
- Опис: Joseph Conrad, with some unpublished letters (1925)
- Eleonora Duse ( 1926 )
- A study of Thomas Hardy ( 1927 )
- Від Toulouse-Lautrec to Rodin ( 1929 )
- Studies in Strange Souls ( 1929 )
- A study of Oscar Wilde ( 1930 )
- Confessions: A Study in Pathology ( 1930 )
- Wanderings ( 1931 )
- A Study of Walter Pater ( 1932 )

### Драми
- The Minister's Call (1892)
- The toy cart (1900, за мотивами Шудраки)
- Tragedies (1916)
- Трістан та Ізольда / Tristan and Iseult (1917)

### Новели
- Пригоди духу / Spiritual Adventures ( 1905 )

### Нові публікації
- Studies on modern painters (1967)
- The memoirs of Arthur Symons: life and art in the 1890s (1977, мемуари)
- Letters to W. B. Yeats, 1892-1902 (1989)
- Arthur Symons, selected letters, 1880-1935 (1989, избр. Листи)